# 宽叶紫萁
宽叶紫萁（学名：Osmunda javanica）为紫萁科紫萁属下的一个种。

## 扩展阅读
- 維基物種上的相關：宽叶紫萁